# Anemone okennonii
Anemone okennonii là một loài thực vật có hoa trong họ Mao lương. Loài này được Keener & B.E.Dutton mô tả khoa học đầu tiên năm 1994.